# 你感觉到了吗？

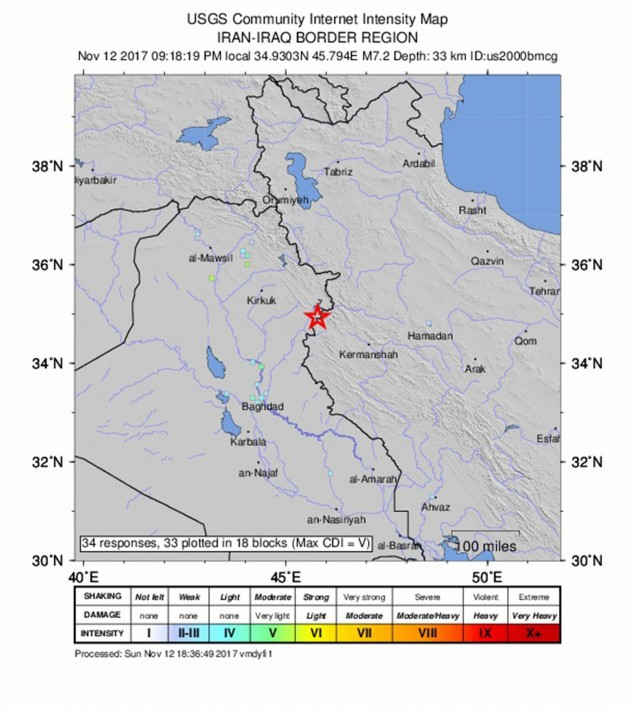
美国地质调查局提供的2017年两伊边境地震DYFI感知烈度分布图，感知报告地点以色块标识，震中以五角星标识。

你感觉到了吗？（英語：Did You Feel It?），是美国地质调查局采用的一种地震感知收集系统。该系统通过收集互联网用户的问卷调查数据，从而估算出各地域的地震烈度信息，并可自动生成整场地震的烈度图，以快速估计出对应地区的震害程度。该系统自1999年投入使用以来，被认为有效补充了地震烈度评估体系，并在地震学家和普通居民之间建立了沟通渠道，成为宏观烈度度量的方式之一。
DYFI系统使用麦加利地震烈度度量标准进行烈度评估，记录在全球发生的震级3.8级以上地震的震害和感知信息，并由此组成地震感知数据库以便于科学研究。

## 历史
早在DYFI系统启用前，美国地质调查局就已采用派发或邮寄地震烈度函调表的形式进行大范围的宏观烈度度量，以获得震区以外的地震感知情况。这种函调表包含“个人报告”和“公众报告”两部分，调查范围涵盖地震持续时间、地震对室内物体的影响、建筑物的构造破坏情况等各种方面。1998年，美国地震学家J·W·杜威（J. W. Dewey）提出了感知地震烈度的估算方法，使地震烈度函调表的调查得以通过计算直接转换为对应的麦加利地震烈度。1999年，美国地质调查局开始运用互联网调查美国国内地震的震害情况，随后扩展到美国以外地区的有感地震调查。相较于传统的邮寄函调表方式，美国地质调查局认为DYFI系统在实践中更加高效便捷，有利于研究者快速取得即时、高质量的反馈数据。

## 运作

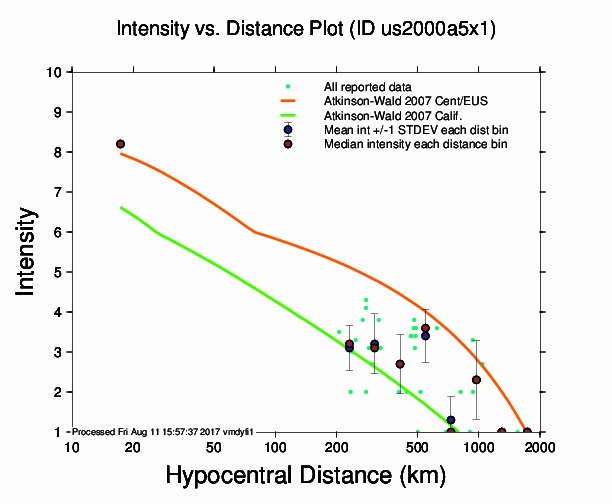
2017年九寨沟地震的烈度—距离关系图，由美国地质调查局根据DYFI数据制作。

美国地质调查局会将各地发生的3.8级以上地震列入DYFI系统数据库中，有时一些在城镇地区发生的2.8级或更小规模的地震也可能被列入数据库。未被列入数据库的地震感知报告会被标识为“未知报告”接受检视。互联网调查的内容主要关于受访者周围的居民和建筑物受地震的影响情况。当系统获得感知报告时，数据图表将每五分钟自动更新一次，地震发生一小时后没有收到任何感知报告的数据图表将被从系统中删除。系统自动生成的数据包括烈度图、烈度—距离关系图等。科学家指出，有时人们会把音爆、爆炸、矿井爆破等异常震动当作地震而上报，而有时一些恶作剧的感知报告也会被提交给美国地质调查局。DYFI系统会对这些明显错误的报告进行人为排除，以保证数据的准确性。
美国地质调查局通常使用收集到的地震感知数据进行分析，估计峰值加速度、地震动强度等地震要素。有研究者通过DYFI数据导出了地震烈度估算经验场模型，从而能够在不依靠仪器度量的情况下直接测算地震烈度。